# 红缘灯蛾
紅緣燈蛾（學名：Aloa laetata）是緣燈蛾屬下的一種蛾，發現於印度、日本、中國（除新疆、青海外各省）、台灣、爪哇島、蘇門答臘島、斯裡蘭卡、緬甸。以高粱、大豆、玉米、馬鈴薯和棉花等數百種植物為食。